# Jean-Éric Sendé
Jean-Éric Sendé, né le 27 février 1967 à Éseka (Région du Centre) au Cameroun, est un éducateur sportif et entraîneur de basket-ball français. De 2017 à 2022, il est  attaché parlementaire du député Bruno Bonnell dans la 6e circonscription du Rhône. 

## Biographie

### Jeunesse et formation
Né à Éseka au Cameroun, Jean-Éric Sendé part avec ses parents à Grenoble alors qu'il n'est encore qu'un nourrisson. Il revient dans son pays natal à l'adolescence. Il y reste jusqu'au lycée et part étudier en France.
Il s'engage pour la première fois en politique à la fin de l'année 1986 avec l'Union nationale des étudiants de France (UNEF) contre le projet de loi Devaquet. En 1992, il entre à l'université Claude-Bernard-Lyon-I en section sportive. Il en sort en 1995 pour devenir éducateur sportif et entraîneur de basket-ball. Il est en outre titulaire d’un Bachelor en Marketing et Communication.
Il est le neveu du député camerounais Pierre Sendé.

### Parcours politique
Jean-Éric Sendé prend pour la première fois sa carte dans un parti politique en 1993 avec le Mouvement des radicaux de gauche (aujourd'hui PRG). Il soutient alors la liste « Énergie radicale » conduite par Bernard Tapie pour les élections européennes de 1994[réf. souhaitée].
Il rejoint le Parti socialiste de Villeurbanne cette même année. Il revient finalement à son premier parti politique en 2013, le Parti radical de gauche[réf. souhaitée].
Il décide de quitter le PRG pour s'engager dans un troisième parti politique, La République en marche. À la suite de l'élection de Bruno Bonnell comme député de la 6e circonscription du Rhône, il devient son attaché parlementaire en 2017,. Il occupe cette fonction jusqu'au 31 janvier 2022 à la suite de la démission de ce dernier.

### Élections législatives de 2022
Jean-Éric Sendé se présente comme candidat indépendant à l'élection législative de juin 2022 dans la 6e circonscription du Rhône, avec comme suppléante Hélène Bramucci,. Il est éliminé au premier tour en obtenant 1,31 % des voix.

### Activités associatives
Jean-Éric Sendé est président de l'association Jeunesse Art Culture Sport et Mémoire (JACSM) depuis 1997, ainsi que de la Fédération internationale des écoles sportives francophones (FIESF) depuis 2020. Le 24 mars 2021, il est nommé à la commission démarche citoyenne de la Ligue Auvergne-Rhône-Alpes de basketball, où il est chargé de la lutte contre le racisme et les radicalisations. Depuis le 27 mars 2021, il est président du Réseau international pour l'éducation par le sport (RIESF)[réf. nécessaire]. 